# Val Verde (país ficticio)
Val Verde es un país ficticio utilizado usualmente por cineastas de Hollywood cuando requieren de algún país de América Central o del Sur sin incurrir en posibles problemas legales o diplomáticos. En general es un país hispanófono reminiscente de países como Panamá o Cuba. El país fue creado originalmente por el guionista y productor estadounidense Steve E. De Souza para la película Commando, de 1985.

## Apariciones
Ha aparecido en un variado número de películas y programas de televisión:
- Commando (1985): Arius (Dan Hedaya) es el exgobernante y dictador de Val Verde y chantajea a John Matrix (Arnold Schwarzenegger) para que mate al actual presidente.
- Depredador (1987): un equipo de rescate indaga qué ha ocurrido con un helicóptero militar estadounidense que se estrelló en la frontera con Guatemala, dentro de Val Verde, en donde transcurre la mayoría de la película.
- Supercarrier (serie de televisión) (1988): el USS Georgetown comandado por el Capitán Henry K. 'Hank' Madigan (Dale Dye) atraca en el puerto de Val Verde justo cuando una guerra civil estalla.
- Misión imposible (serie de televisión) (1988): En la serie el equipo protagonista tiene que recuperar una serie de obras de arte robadas por un coleccionista excéntrico, quien las esconde en una protegida bóveda en Nueva York. En la mencionada colección figura un cuadro de un autor Montoya, el cual es símbolo nacional de Val Verde. Por dicha razón, el embajador de ese país en Estados Unidos negocia el funcionamiento de su país como paraíso fiscal para la fortuna del villano de momento.
- Die Hard 2 (1990): el General Ramón Esperanza (Franco Nero) es un preso político de Val Verde.
- La Bestia: Amenaza Maldita (1995): La hija del presidente Carlos Rustegui (Mario Almada) es secuestrada por el grupo guerrillero Viento Nuevo. Desesperado por recuperar a su primogénita, el mandatario contrata a un grupo de mercenarios.

- Datos: Q2602829